# Erwin H. Rainalter
Erwin Herbert Rainalter (* 6. Juni 1892 in Konstantinopel; † 29. Oktober 1960 in Wien) war ein österreichischer Journalist und Schriftsteller.

## Leben
Erwin H. Rainalter war der Sohn eines österreichischen Beamten, der für die österreichische Levantepost in Saloniki tätig war. Erwin H. Rainalter wuchs in Saloniki auf und besuchte dort die Schule; später war er gemeinsam mit Eduard Kranner Schüler des Piaristengymnasium Krems, wo er seine Reifeprüfung ablegte. Anschließend studierte er als Werkstudent einige Semester Germanistik und Romanistik an der Universität Wien. Aus wirtschaftlichen Gründen war er gezwungen, dieses Studium abzubrechen. Er war zeitweise als Schreibkraft in einer Anwaltskanzlei tätig und verlegte sich dann auf den Journalismus. Rainalter lieferte Beiträge für die Feuilletons des „Wiener Mittags“, des „Salzburger Volksblatts“ (1918 bis 1923) sowie der „Neuen Freien Presse“.
Später war Erwin H. Rainalter in Berlin ansässig. Nachdem er bereits in den 1920er Jahren als Anhänger einer „großdeutschen Lösung“ im Verhältnis zwischen dem Deutschen Reich und Österreich hervorgetreten war, trat er 1933 aus dem Österreichischen PEN-Club aus und gehörte zu den Mitbegründern des nationalsozialistischen „Rings Nationaler Schriftsteller“. Zum 1. April 1933 trat er der NSDAP bei (Mitgliedsnummer 1.529.323). Rainalter schrieb Theaterkritiken für den „Völkischen Beobachter“ und den „Berliner Lokal-Anzeiger“. Nach dem Anschluss Österreichs an das Deutsche Reich im März 1938, den er begeistert begrüßte, kehrte er nach Wien zurück, wo er als freier Schriftsteller lebte. Von 1938 bis 1939 war er Chefredakteur des „Neuen Wiener Tagblattes“.
Erwin H. Rainalter war neben seiner journalistischen Tätigkeit Verfasser von Romanen, Erzählungen und Gedichten. Seine erzählenden Werke sind häufig in Tirol angesiedelt oder behandeln Themen aus der österreichischen Geschichte.

## Werke
- Anno dazumal und heute, Hannover 1916
- Die Menagerie, Wien [u. a.] 1920
- Der Einsatz, Reichenberg i. B. 1922
- Die verkaufte Heimat, München 1928
- Heimkehr, Leipzig 1931
- Sturm überm Land, Leipzig 1932
- In engen Gassen, Leipzig 1934
- Der Sandwirt, Berlin [u. a.] 1935
- Der getreue Knecht, Berlin [u. a.] 1936
- Das große Wandern, Berlin [u. a.] 1936
- Die Botin, Leipzig 1937
- Gestalten und Begegnungen, Berlin [u. a.] 1937
- In Gottes Hand, Berlin 1937
- Die Geschichte meines Großvaters, Berlin [u. a.] 1939
- Mirabell, Wien [u. a.] 1941
- Musik des Lebens, Berlin 1941
- Die Enkelinnen der Kleopatra, Wien 1942
- Die schöne Beatrice, Berlin [u. a.] 1942
- Walzer im Mondschein, Leipzig 1942
- Geschichten von gestern und heute, Berlin 1943
- Der römische Weinberg, Berlin [u. a.] 1948
- Die einzige Frau, Wien 1949
- Das Mädchen Veronika, Wien 1950
- Wolken im Frühling, Wien 1950
- Die Seele erwacht, Wien 1951
- Drei kleine Hunde, Wien 1952
- Verstummte Melodie, Stuttgart 1953
- Arme schöne Kaiserin, Hamburg 1954
- Geigen Gottes, Hamburg [u. a.] 1956
- Elegante Wiener Equipagen-Portraits, Stuttgart 1958
- Hellbrunn, Hamburg [u. a.] 1958
- Kaisermanöver, Hamburg [u. a.] 1960

## Herausgeberschaft
- Der große Bogen, Berlin 1939.
- Die Ostmark erzählt. Ein Sammelbuch junger deutscher Dichtung, Zeitgeschichte-Verlag Wilhelm Andermann, Berlin 1939.
- Nasir-ad-Din: Meister Nasr-eddin's Schwänke, Wien [u. a.] 1943.
- Dinko Šimunović: Salko, der Alkar, Wien [u. a.] 1943.